# Studnia Napoleona

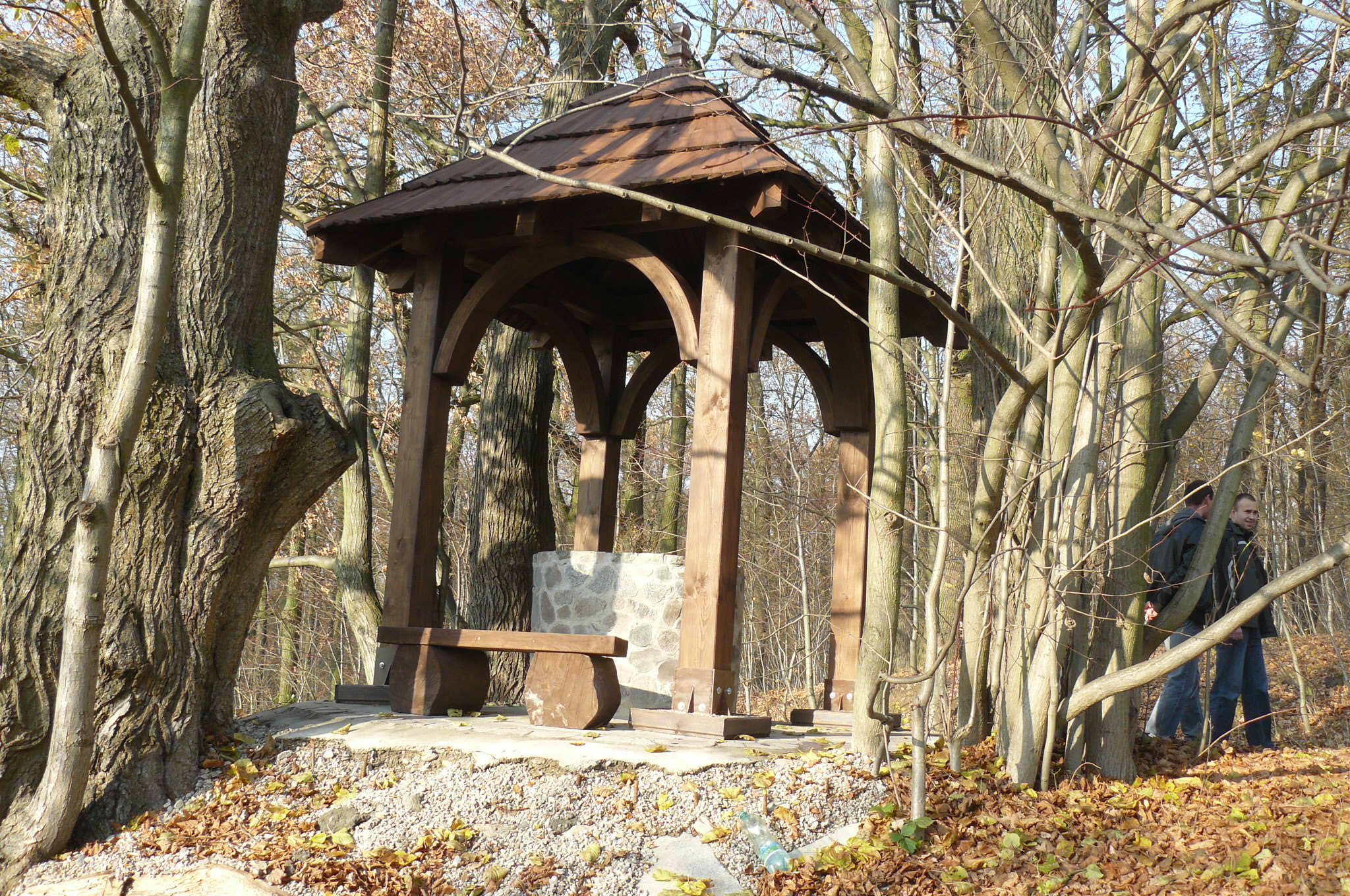
Studnia po remoncie w 2012

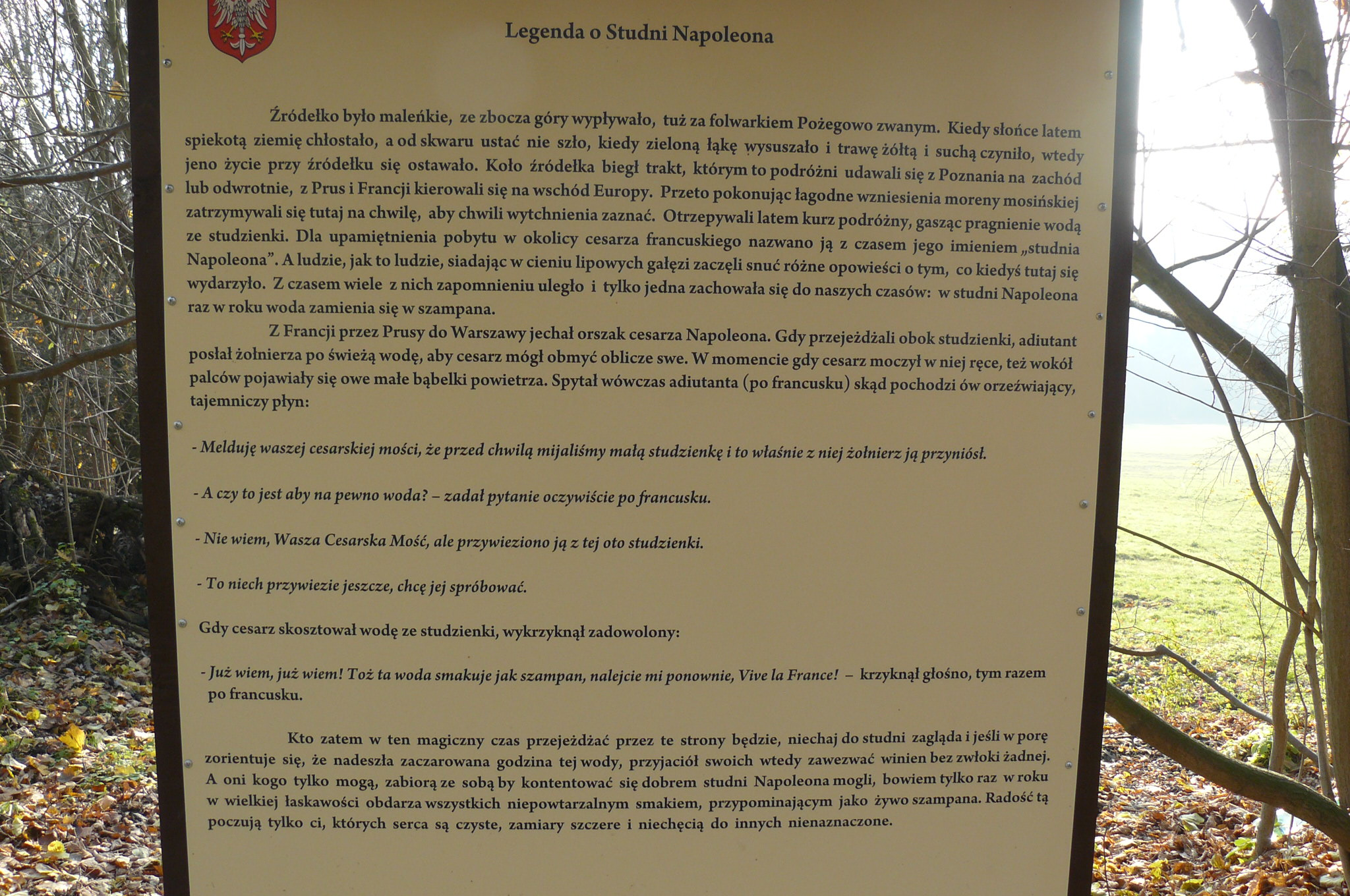
Tablica informacyjna

Studnia Napoleona – studnia zlokalizowana na zachód od Pożegowa, dzielnicy Mosiny, na terenie Wielkopolskiego Parku Narodowego, na zboczu Moreny Pożegowskiej, w pobliżu stacji kolejowej Osowa Góra.

## Charakterystyka
Studnia znajduje się przy dawnym ważnym trakcie handlowym, który wiódł z Poznania na zachód, w kierunku Prus i Francji. Była istotnym miejscem popasów i odpoczynku podróżnych. Legenda głosi, że Napoleon Bonaparte, podążając z Francji na Moskwę (1812), również zatrzymał się w pobliżu i posłał adiutanta po wodę, która okazała się mieć smak szampana. Zjawisko zamiany wody w szampana ma się tu zdarzać raz do roku o niewiadomej porze. Według innych źródeł powyższe zdarzenia mogły mieć miejsce w 1806 lub 1807.
Studnia została odnowiona i oddana do użytku 18 sierpnia 2012, w formie przypominającej obiekty XVIII/XIX-wieczne, z drewnianym zadaszeniem. Jest jednym z punktów na ścieżce dydaktycznej im. prof. Adama Wodziczki (głaz pamiątkowy ku czci profesora znajduje się w pobliżu).